# Mesquita de Babri
La Mesquita de Babri o de Baber (hindi: बाबरी मस्जिद, urdú: بابری مسجد , Babri Masjid) fou una mesquita situada a Ayodhya (districte d'Ayodhya, Uttar Pradesh) a l'Índia, alçada al segle xvi en un lloc que era sagrat per als hindús, on es va construir un temple dedicat a Rama. Fou destruïda l'any 1992 durant una manifestació de nacionalistes hindús.
El lloc sobre el qual s'havia construït és objecte d'una disputa entre hindús i musulmans: cada comunitat el reclama com a indret de devoció. Aquesta disputa és un problema important en les relacions entre totes dues comunitats, sobretot en un context de nacionalisme renovat, origen dels pogroms antimusulmans que ocorregueren el 1992 i el 2002.

## El lloc original hindú,jainistai budista
Segons el Ramayana, Ayodhya és el lloc de naixement de Rāma, que és alhora el seté avatar de Vixnu i rei d'Ayodhya.
El Purana, un text de més de 2.000 anys en antics llocs de pelegrinatge a l'Índia, descriu fil per randa els temples d'Ayodhya, inclòs el que commemora el lloc on es diu que va nàixer Rama. Com a tal, Ayodhya és una de les set ciutats sagrades de l'hinduisme, considerada una kchetra, és a dir, un terreny sagrat on es pot arribar al mokxa ('alliberament'). El Purana l'esmenta en particular.
Així, el lloc atribuït al naixement de Rama va acollir, abans de la mesquita de Babri, un temple dedicat a Rama. Segons una sentència del 2010, les 265 inscripcions descobertes el 1992 (després de l'enderroc de la mesquita), així com l'estudi d'altres restes, no deixen lloc a dubtes sobre el fet que les inscripcions trobades estan en devanagari, que data dels segles XI i XII. S'admet, doncs, que hi ha restes d'un temple sota la mesquita, i que el temple fou enderrocat.
Per als jainistes de Samata Vahini, una organització social, "l'estructura que s'hi podria trobar durant les excavacions seria un temple jainista del segle VI", i el seu secretari general, Sohan Mehta, afirma que el temple enderrocat es va edificar sobre les restes d'un antic temple jainista. Les excavacions fetes pel Servei Arqueològic de l'Índia, encarregades pel Tribunal Superior de Prayagraj per a resoldre les disputes relatives a la mesquita de Babri, així ho testimonien. Mehta cita escrits del segle XVIII en què uns monjos jainistes afirmen que Ayodhya era el lloc on s'allotjaren i ensenyaren (Ajitnath, Abhinandannath, Sumatinath i Anantnath). L'antiga ciutat d'Ayodhya es trobava entre els cinc centres més grans del jainisme i el budisme abans del 1527.

## Construcció de la mesquita
La mesquita es va construir l'any 1527 per ordre de Baber, el primer emperador mogol, del qual porta el nom, probablement després de la destrucció del temple anterior, un acte sens dubte no aïllat: una crònica històrica, Tarikh-i-Babari ('Història de Baber'), assenyala que les tropes de Baber "enderrocaren molts temples hindús de Chanderi [Madhya Pradesh]».
Abans de la dècada dels 1940, la mesquita també s'anomenava Masjid-i-Janmasthan (en hindi: मस्जिद ए जन्मस्थान, en urdú: مسجدِ جنمستھان), que es podria traduir per 'mesquita del naixement'. Aleshores era una dels més grans d'Uttar Pradesh, un estat que el 2001 tenia més de 31 milions de musulmans.

## Destrucció de la mesquita
Hi ha una polèmica a Ayodhya (coneguda a l'Índia com la polèmica de Ram Janmabhoomi-Babri Masjid), un debat polític, històric, social i religiós, sobre els terrenys de la mesquita de Babri i la possibilitat que hi puguen accedir els hindús. La demanda de destrucció d'aquesta mesquita fou un tema important de la campanya del Partit del Poble Indi durant les eleccions legislatives del 1989.
La mesquita de Babri, abans de ser destruïda, estava ja en ruïnes (segons la documentació de la cort d'Allahabad), i no podia ser utilitzada per al culte. Des del 1985, la mesquita en ruïnes, i no utilitzada pels musulmans, obté la funció de temple hindú.

## Conflictes interreligiosos
Més de 2.000 persones, la majoria musulmanes, foren assassinades durant els aldarulls que hi hagué en moltes ciutats importants de l'Índia, en particular Bombai i Delhi. Aquests disturbis provocaren l'establiment del govern del president (administració directa pel poder central) a l'estat d'Uttar Pradesh llavors dirigit pel BJP.
L'any 2002, la mort de 58 pelegrins hindús en l'incendi del seu tren que tornava d'Ayodhya provocà pogroms a Gujarat que van deixar entre 800 i 2.000 morts. Gujarat era llavors governat per Narendra Modi, fortament criticat per la seua passivitat davant aquests fets. El lloc de la mesquita de Babri continua sent un símbol i un vesper en una Índia cada cop més imbuïda de nacionalisme hindú.
Des de llavors, el govern ha comprat la terra per a allunyar-la de les faccions rivals. Les excavacions fetes al lloc per comprovar l'existència d'un santuari hindú confirmen aquesta presència. 265 inscripcions descobertes el 6 de desembre del 1992 després de l'enderrocament de la mesquita, així com l'estudi d'altres restes arquitectòniques demostren que les inscripcions estan en devanagari dels segles XI i XII. L'informe publicat sobre les excavacions l'any 2003 esmenta “proves arqueològiques d'una estructura massiva a sota [la mesquita destruïda]", amb "una escultura mutilada d'una parella divina», i motius de flors de lotus.
Els jainistes no es queden enrere, ja que reclamen l'autoria de l'obra anterior a la mesquita. Segons el Jain Samata Vahini, una organització jainista, "l'estructura que es podria trobar durant les excavacions seria un temple jainista del segle VI»; Sohan Mehta, secretari general del Jain Samata Vahini, afirma que l'estructura ensorrada es va construir sobre les restes d'un antic temple jainista, i que l'excavació pel Servei Arqueològic de l'Índia, ordenada pel Tribunal Superior de Prayagraj per a resoldre les disputes relacionades amb el mesquita de Babri, ho demostra.
La comunitat musulmana emprengué accions legals per a recuperar la propietat del solar. El Tribunal Superior de Prayagraj decidí el 30 de setembre del 2010 que el lloc s'havia de dividir en tres parts: un terç per a representants de la comunitat hindú, un altre per a representants de la comunitat musulmana, i el darrer per a l'organització hindú Nirmohi Akhara. La sentència reconeix que la mesquita es va construir damunt les ruïnes d'un temple hindú, i dos jutges de cada tres admeten que el temple fou enderrocat. Aquesta decisió fou anul·lada l'any 2011, a petició dels musulmans. El cas està ara en mans del Tribunal Suprem de l'Índia.
La pressió dels moviments nacionalistes hindús està creixent perquè es reconstruïsca un temple al lloc. El Sangh Parivar (un grup d'organitzacions nacionalistes hindús, entre els quals el Rashtriya Swayamsevak Sangh i el Partit Bharatiya Janata (del Poble Indi), reclama la construcció d'aquest edifici. Se'n fan plànols i els materials de construcció són beneïts i emmagatzemats a prop de l'indret. Aquesta reconstrucció s'ha convertit en un símbol per a la dreta nacionalista. En un context d'incerteses electorals, desenes de milers de nacionalistes hindús es manifestaren el 25 de novembre del 2018 per reclamar la construcció del temple. La reelecció de Narendra Modi el maig del 2019 van reforçar aquestes demandes.

## Construcció d'un nou temple hindú
El 9 de novembre del 2019, una decisió de la Cort Suprema autoritzà la construcció del Ram Mandir (Temple de Rama), i el terreny passà a ser propietat dels hindús. El Tribunal demanà a les autoritats públiques com a compensació que concediren als musulmans un altre solar situat en un lloc escaient i destacat.
El periodista Siddharth Varadarajan, fundador de l'agència de notícies The Wire, assenyala que el procediment pel que fa a la propietat del solar era “accelerat a petició de Modi", el primer ministre nacionalista, mentre el cas en què els destructors de la mesquita són processats "continua arrossegant-se».
L'obra començà el 5 d'agost del 2020, aquesta data correspon a l'aniversari de la molt polèmica revocació de l'estatus especial de Jammu i Caixmir. El primer ministre Narendra Modi va presidir la cerimònia religiosa i ell mateix col·locà ofrenes als fonaments del nou temple. Amb ell hi havia un sacerdot, el governador, el cap de govern d'Uttar Pradesh (membre del Partit Bharatiya Janata), i el cap de l'organització d'extrema dreta Rashtriya Swayamsevak Sangh.